# Cyprus Cup 2013
La Cyprus Cup 2013 è stata la sesta edizione della Cyprus Cup, un torneo a inviti per Nazionali di calcio femminile tenuto a Cipro con cadenza annuale. Il torneo ha avuto luogo tra il 3 e il 18 marzo 2013.

## Formula del torneo
La Cyprus Cup si svolge in due fasi:
La prima parte della competizione è una fase a gironi in cui le dodici squadre invitate sono divise in tre gruppi di quattro squadre ciascuno. Simile all'Algarve Cup, le squadre inserite nei Gruppo A e Gruppo B sono nazionali che occupano i vertici della classifica mondiale della FIFA e che hanno potenzialmente più possibilità di conquistare il trofeo. a questi è affiancato un Gruppo C costituito da squadre di classifica inferiore. Ogni gruppo disputa un girone all'italiana di sei partite, con ogni squadra che gioca una partita contro ciascuna delle altre squadre dello stesso gruppo.
La seconda fase è un unico "finals day" in cui sei partite che coinvolgono tutte le dodici squadre sono giocate per determinare la classifica finale del torneo, con i match-up come segue:
- Finale: si incontrano le squadre prime classificate nei Gruppi A e B.
- Finale per il terzo posto: si incontrano la prima classificata del Gruppo C e la migliore seconda classificata nei Gruppi A e B.
- Quinto posto: si incontrano la seconda classificata del Gruppo C e la perdente tra le seconde classificate nei Gruppi A e B.
- Settimo posto: si incontrano le terze classificate nei Gruppi A e B.
- Nono posto: si incontrano la terza classificata del Gruppo C la migliore quarta classificata nei Gruppi A e B.
- Undicesimo posto: si incontrano la quarta classificata del Gruppo C e la perdente tra le quarte classificate nei Gruppi A e B.

## Città ospitanti
Le città scelte per ospitare l'evento sono in tre, con tre impianti sportivi:
| Stadio            | Città     | Posti  |
| ----------------- | --------- | ------ |
| Stadio Neo GSP    | Nicosia   | 22 859 |
| GSZ Stadium       | Larnaca   | 13 032 |
| Paralimni Stadium | Paralimni | 5 800  |

## Nazionali invitate
L'unica nazionale al debutto è la rappresentativa dell'Irlanda
- Canada
- Corea del Sud
- Finlandia
- Inghilterra

- Irlanda
- Irlanda del Nord
- Italia
- Nuova Zelanda

- Paesi Bassi
- Scozia
- Sudafrica
- Svizzera

## Fase a gironi

### Gruppo A
| Squadra       | P.ti | G | V | P | S | GF | GS | DR |
| ------------- | ---- | - | - | - | - | -- | -- | -- |
| Inghilterra   | 7    | 3 | 2 | 1 | 0 | 11 | 7  | +4 |
| Nuova Zelanda | 6    | 3 | 2 | 0 | 1 | 4  | 3  | +1 |
| Scozia        | 4    | 3 | 1 | 1 | 1 | 6  | 6  | 0  |
| Italia        | 0    | 3 | 0 | 0 | 3 | 3  | 6  | -5 |

| Nicosia 6 marzo 2013, ore 14:30             | Nuova Zelanda | 1 – 0 | Scozia | Stadio Neo GSP |
| \| \| \| \| \| Hearn 26’ \| Marcatori \| \| |               |       |        |                |
|                                             |               |       |        |                |
| Hearn 26’                                   | Marcatori     |       |        |                |

| Nicosia 6 marzo 2013, ore 17:30                                                                    | Inghilterra | 4 – 2              | Italia | Stadio Neo GSP |
| \| \| \| \| \| Nobbs 8’ Houghton 30’ Clarke 33’ E. White 84’ \| Marcatori \| 17’, 27’ Camporese \| |             |                    |        |                |
| |             |                    |        |                |
| Nobbs 8’ Houghton 30’ Clarke 33’ E. White 84’                                                      | Marcatori   | 17’, 27’ Camporese |        |                |

| Larnaca 8 marzo 2013, ore 14:30                           | Nuova Zelanda | 2 – 0 | Italia | GSZ Stadium |
| \| \| \| \| \| Wilkinson 65’ Green 71’ \| Marcatori \| \| |               |       |        |             |
|                                                           |               |       |        |             |
| Wilkinson 65’ Green 71’                                   | Marcatori     |       |        |             |

| Larnaca 8 marzo 2013, ore 17:30                                                                                                  | Scozia    | 4 – 4                                            | Inghilterra | GSZ Stadium |
| \| \| \| \| \| Evans 18’ J. Ross 49’ Little 51’ Mitchell 83’ \| Marcatori \| 40’ E. White 45+1’ Duggan 74’ Williams 78’ Smith \| |           |                                                  |             |             |
| |           |                                                  |             |             |
| Evans 18’ J. Ross 49’ Little 51’ Mitchell 83’                                                                                    | Marcatori | 40’ E. White 45+1’ Duggan 74’ Williams 78’ Smith |             |             |

| Larnaca 11 marzo 2013, ore 14:30                                             | Inghilterra | 3 – 1    | Nuova Zelanda | GSZ Stadium |
| \| \| \| \| \| E. White 71’ Aluko 72’ Duggan 90’ \| Marcatori \| 7’ Hearn \| |             |          |               |             |
|                                                                              |             |          |               |             |
| E. White 71’ Aluko 72’ Duggan 90’                                            | Marcatori   | 7’ Hearn |               |             |

| Nicosia 11 marzo 2013, ore 14:30                                | Italia    | 1 – 2                | Scozia | Stadio Neo GSP |
| \| \| \| \| \| Gama 75’ \| Marcatori \| 17’ J.Ross 63’ Jones \| |           |                      |        |                |
|                                                                 |           |                      |        |                |
| Gama 75’                                                        | Marcatori | 17’ J.Ross 63’ Jones |        |                |

### Gruppo B
| Squadra     | P.ti | G | V | P | S | GF | GS | DR |
| ----------- | ---- | - | - | - | - | -- | -- | -- |
| Canada      | 9    | 3 | 3 | 0 | 0 | 5  | 1  | +4 |
| Svizzera    | 4    | 3 | 1 | 1 | 1 | 4  | 5  | -1 |
| Paesi Bassi | 2    | 3 | 0 | 2 | 1 | 2  | 3  | -1 |
| Finlandia   | 1    | 3 | 0 | 1 | 2 | 4  | 6  | -2 |

| Arbitro: | Christina Husballe |

|                         |           |  |
| Schmidt 2’ Matheson 79’ | Marcatori |  |

| Larnaca 6 marzo 2013, ore 17:30                               | Finlandia | 1 – 1           | Paesi Bassi | Gymnastikos Syllogos Zīnōn |
| \| \| \| \| \| Talonen 36’ \| Marcatori \| 83’ van de Donk \| |           |                 |             |                            |
|                                                               |           |                 |             |                            |
| Talonen 36’                                                   | Marcatori | 83’ van de Donk |             |                            |

| Nicosia 8 marzo 2013, ore 14:30                            | Svizzera  | 1 – 1 referto | Paesi Bassi | Stadio Neo GSP |
| \| \| \| \| \| Bachmann 24’ \| Marcatori \| 12’ Martens \| |           |               |             |                |
|                                                            |           |               |             |                |
| Bachmann 24’                                               | Marcatori | 12’ Martens   |             |                |

| Nicosia 8 marzo 2013, ore 17:30                                             | Finlandia | 1 – 2                           | Canada | Stadio Neo GSP |
| \| \| \| \| \| Alanen 6’ \| Marcatori \| 29’ Filigno 37’ (rig.) Sinclair \| |           |                                 |        |                |
|                                                                             |           |                                 |        |                |
| Alanen 6’                                                                   | Marcatori | 29’ Filigno 37’ (rig.) Sinclair |        |                |

| Arbitro: | Rhona Daly |

|                       |           |                                         |
| Saari 17’ Talonen 25’ | Marcatori | 1’ Bachmann 45’ Dickenmann 63’ Bernauer |

| Nicosia 11 marzo 2013, ore 17:30               | Paesi Bassi | 0 – 1        | Canada | Stadio Neo GSP |
| \| \| \| \| \| \| Marcatori \| 43’ Sinclair \| |             |              |        |                |
|                                                |             |              |        |                |
|                                                | Marcatori   | 43’ Sinclair |        |                |

### Gruppo C
| Squadra          | P.ti | G | V | P | S | GF | GS | DR |
| ---------------- | ---- | - | - | - | - | -- | -- | -- |
| Irlanda          | 7    | 3 | 2 | 1 | 0 | 6  | 1  | +5 |
| Corea del Sud    | 7    | 3 | 2 | 1 | 0 | 5  | 0  | +5 |
| Sudafrica        | 3    | 3 | 1 | 0 | 2 | 2  | 4  | -2 |
| Irlanda del Nord | 0    | 3 | 0 | 0 | 3 | 2  | 10 | -8 |

| Paralimni 6 marzo 2013, ore 14:30                                | Corea del Sud | 2 – 0 | Sudafrica | Paralimni Stadium |
| \| \| \| \| \| Ji So-yun 15’ Jeoun Eun-Ha 56’ \| Marcatori \| \| |               |       |           |                   |
|                                                                  |               |       |           |                   |
| Ji So-yun 15’ Jeoun Eun-Ha 56’                                   | Marcatori     |       |           |                   |

| Paralimni 6 marzo 2013, ore 17:30                                                                          | Irlanda   | 5 – 1       | Irlanda del Nord | Paralimni Stadium |
| \| \| \| \| \| Caldwell 11’ Quinn 27’ Campbell 71’ Smyth 77’ Littlejohn 90’ \| Marcatori \| 60’ McShane \| |           |             |                  |                   |
| |           |             |                  |                   |
| Caldwell 11’ Quinn 27’ Campbell 71’ Smyth 77’ Littlejohn 90’                                               | Marcatori | 60’ McShane |                  |                   |

| Paralimni 8 marzo 2013, ore 14:30              | Irlanda   | 1 – 0 | Sudafrica | Paralimni Stadium |
| \| \| \| \| \| O'Gorman 52’ \| Marcatori \| \| |           |       |           |                   |
|                                                |           |       |           |                   |
| O'Gorman 52’                                   | Marcatori |       |           |                   |

| Paralimni 8 marzo 2013, ore 17:30                                               | Corea del Sud | 3 – 0 | Irlanda del Nord | Paralimni Stadium |
| \| \| \| \| \| Ji So-yun 11’ Kim Sang-Eun 63’ Lee Eun-Mi 68’ \| Marcatori \| \| |               |       |                  |                   |
|                                                                                 |               |       |                  |                   |
| Ji So-yun 11’ Kim Sang-Eun 63’ Lee Eun-Mi 68’                                   | Marcatori     |       |                  |                   |

| Paralimni 11 marzo 2013, ore 14:30                                        | Sudafrica | 2 – 1        | Irlanda del Nord | Paralimni Stadium |
| \| \| \| \| \| Moodaly 65’ Seoposenwe 68’ \| Marcatori \| 85’ Shepherd \| |           |              |                  |                   |
|                                                                           |           |              |                  |                   |
| Moodaly 65’ Seoposenwe 68’                                                | Marcatori | 85’ Shepherd |                  |                   |

| Paralimni 11 marzo 2013, ore 17:30 | Corea del Sud | 0 – 0 | Irlanda | Paralimni Stadium |

## Incontri per i piazzamenti
Tutti gli orari sono in ora locale (UTC+0)

### 11º posto
| Paralimni 13 marzo 2013                        | Sudafrica | 1 – 1 (d.c.r.) | Irlanda del Nord | Paralimni Stadium |
| \| \| \| \| \| Skiti 89’ \| Marcatori \| 2’ \| |           |                |                  |                   |
|                                                |           |                |                  |                   |
| Skiti 89’                                      | Marcatori | 2’             |                  |                   |

### 9º posto
| Larnaca 13 marzo 2013                          | Corea del Sud | 0 – 1        | Italia | GSZ Stadium |
| \| \| \| \| \| \| Marcatori \| 56’ Bonansea \| |               |              |        |             |
|                                                |               |              |        |             |
|                                                | Marcatori     | 56’ Bonansea |        |             |

### 7º posto
| Paralimni 13 marzo 2013                       | Irlanda   | 0 – 1       | Finlandia | Paralimni Stadium |
| \| \| \| \| \| \| Marcatori \| 20’ Talonen \| |           |             |           |                   |
|                                               |           |             |           |                   |
|                                               | Marcatori | 20’ Talonen |           |                   |

### 5º posto
| Nicosia 13 marzo 2013                        | Scozia    | 1 – 0 | Paesi Bassi | Stadio Neo GSP |
| \| \| \| \| \| Little 29’ \| Marcatori \| \| |           |       |             |                |
|                                              |           |       |             |                |
| Little 29’                                   | Marcatori |       |             |                |

### 3º posto
| Larnaca 13 marzo 2013                                                        | Nuova Zelanda | 2 – 1            | Svizzera | GSZ Stadium |
| \| \| \| \| \| Hassett 85’ Wilkinson 87’ \| Marcatori \| 23’ Crnogorčević \| |               |                  |          |             |
|                                                                              |               |                  |          |             |
| Hassett 85’ Wilkinson 87’                                                    | Marcatori     | 23’ Crnogorčević |          |             |

## Finale
| Nicosia 13 marzo 2013, ore 18:30             | Inghilterra | 1 – 0 referto | Canada | Stadio Neo GSP (200 spett.) |
| \| \| \| \| \| Yankey 70’ \| Marcatori \| \| |             |               |        |                             |
|                                              |             |               |        |                             |
| Yankey 70’                                   | Marcatori   |               |        |                             |

## Classifica finale
| Posizione | Squadra          |
| --------- | ---------------- |
| 1         | Inghilterra      |
| 2         | Canada           |
| 3         | Nuova Zelanda    |
| 4         | Svizzera         |
| 5         | Scozia           |
| 6         | Paesi Bassi      |
| 7         | Finlandia        |
| 8         | Irlanda          |
| 9         | Italia           |
| 10        | Corea del Sud    |
| 11        | Sudafrica        |
| 12        | Irlanda del Nord |

## Classifica marcatrici
3 reti
- Ellen White
- Sanna Talonen

2 reti
- Christine Sinclair
- Toni Duggan
- Elisa Camporese

- Amber Hearn
- Hannah Wilkinson
- Kim Little

- Jane Ross
- Ji So-yun
- Ramona Bachmann

1 rete
- Jonelle Filigno
- Diana Matheson
- Sophie Schmidt
- Eniola Aluko
- Jessica Clarke
- Steph Houghton
- Jordan Nobbs
- Kelly Smith
- Rachel Williams
- Rachel Yankey
- Emmi Alanen
- Maija Saari
- Barbara Bonansea

- Sara Gama
- Daniëlle van de Donk
- Lieke Martens
- Anna Green
- Betsy Hassett
- Alana McShane
- Julie Nelson
- Lynda Shepherd
- Diane Caldwell
- Megan Campbell
- Ruesha Littlejohn
- Áine O'Gorman
- Louise Quinn

- Shannon Smyth
- Lisa Evans
- Rhonda Jones
- Emma Mitchell
- Robyn Moodaly
- Jermaine Seoposenwe
- Nocane Skiti
- Jeoun Eun-ha
- Lee Eun-mi
- Kim Sang-eun
- Vanessa Bernauer
- Ana-Maria Crnogorčević